# بوریس تالپیگو
بوریس ویاچسلاوویچ تالپیگو (ژانویه ۱۸۹۳، بوگورودسک، استان مسکو، امپراتوری روسیه - ۲۹ مارس ۱۹۳۹، نیکولایفسک-آن-آمور) یک سیاستمدار کمونیست روسی و شوروی بود که به عنوان دبیر اجرایی جمهوری سوسیالیستی خودمختار تاجیکستان شوروی منصوب شده و در بین سالهای ۱۹۲۵–۱۹۲۷ زیر نظر نصرت‌الله محسوم فعالیت می‌کرد.
او رئیس کمیته اجرایی شورای استان آمور سفلی در سال‌های ۱۹۳۶–۱۹۳۸ بود و با آغاز دوران پاکسازی بزرگ استالین در سال ۱۹۳۸ دستگیر به اعدام محکوم و این حکم در سال ۱۹۳۹ با شلیک گلوله اعدام شد.

## تولد
تولپیگو در ۵ ژانویه ۱۸۹۳ در بوگورودسک، استان مسکو کنونی، در روسیه تزاری به دنیا آمد. پدرش از اشراف و زمینداران روسیه بود، اما مادر وی از دهقانان بود. او مدرسه را در دوره ابتدایی در شهر بوگورودسک، فارغ‌التحصیل شد.
پس آز آن مدتی به عنوان کارمند دفتر کارخانه، حسابدار روزنامه کوپیکا، کارمند پیمانکار کار فعالیت کرد. او وی در بیست سالگی یعنی از سال ۱۹۱۳ وارد ارتش روسیه تزاری شد و در سال ۱۹۱۸ به حزب بلشویک و ارتش سرخ پیوست.

## فعالیتهای سیاسی و اجرایی
او در ارتش تزاری از سال ۱۹۱۴ تا ژانویه ۱۹۱۸ به عنوان یک فرمانده میدانی توپخانه ر واحدهای مختلف جبهه‌های شمال غربی، جنوب غربی و جنوبی در جنگ جهانی اول جنگید. اما سپس با پیوستن به حزب بلشویک در ارتش سرخ فعالی کرد.
وی در ابتدا به عنوان فرمانده نظامی در ارتش سرخ در جنگ داخلی روسیه شرکت کرد و در جنگ‌های مربوط به پسکوف و لوگا حضور داشت. تا سال ۱۹۲۲ وی به کمیسیری نظامی، لشکر ۱۹ ارتش هفتم، لشکر ۲ (۲ تولا) و لشکرهای ۸ و ۵ رسید. او در جنگ داخلی روسیه به دستیار کمیسر نظامی ستاد جبهه غرب در ۱۹۲۲ رسید اما در سال بعد به اتهام هواداری از تروتسکی از کار برکنار شد اما پس از مدت کوتاهی به کمیسر و رئیس بخش سیاسی (مدیریت سیاسی) سپاه سیزدهم جبهه ترکستان در دوشنبه منصوب و عنوان فرمانده سپاه سیزدهم در جبهه ترکستان فعالیت خود را در این منطقه شروع کرد.
بوریس توانست در سال ۱۹۲۵، سمت دبیر اجرایی جمهوری سوسیالیستی خودمختار تاجیکستان شوروی دست یابد. در آن دوران تاجیکستان بخشی از جمهوری ازبکستان بود که با تغییرات حاصل از تقسیمات جمهوری ترکستان ایجاد شده بود.
تالپیگو پس از پایان فعالیتش در سمت دبیر اجرایی جمهوری سوسیالیستی خودمختار تاجیکستان شوروی از ژوئیه ۱۹۲۷ به عنوان رئیس کمیته اجرایی تاشکند در جمهوری سوسیالیستی شوروی ازبکستان در سالهای ۱۹۳۰ و آوریل ۱۹۳۶ معاون رئیس شورای کمیسرهای خلق جمهوری سوسیالیستی خودمختار شوروی قرقیزستان فعالیت کرد. پس از آن در ماه مه ۱۹۳۶، تالپیگو به عنوان رئیس کمیته اجرایی شورای استان آمور سفلی منصوب شد. اما در دوره پاکسازی بزرگ وی نیز همانند بسیاری دیگر از رهبران حزب بلشویک مورد سوء ظن استالین و چکا قرار گرفت.
وی همچنین دارای سمت‌هایی مانند: عضو کمیته مرکزی و دفتر کمیته مرکزی حزب کمونیست ترکستان، عضو هیئت رئیسه TurkCEC، عضو کمیته اجرایی مرکزی اتحاد جماهیر شوروی، عضو شورای ملیت‌ها در سومین گردهمایی، عضو کمیته اجرایی مرکزی اتحاد جماهیر شوروی، عضو شورای ملیت‌های گردهمایی‌های ششم و هفتم
نماینده چهاردهمین کنگره حزب کمونیست از ازبکستان شوروی نیز بود

## عزل و اعدام
در ماه مه ۱۹۳۸ بوریس تالپیگو از حزب و مناسب سیاسی اش عزل و اخراج شد. با اخراج وی از حزب و دستگیری وی در دادگاه محاکمه و به اعدام محکوم شد. حکم اعدام وی در ۲۹ مارس ۱۹۳۹ با تیرباران اجرا شد شد.